# Rapporto di trasformazione
In ambito elettrotecnico, si definisce rapporto di trasformazione di un trasformatore il rapporto tra la forza elettromotrice E1 e la forza elettromotrice E2.

## Equivalenza tra rapporto di trasformazione e rapporto del numero di spire
Il rapporto di trasformazione n è anche uguale al rapporto fra il numero di spire (N1 e N2), infatti si ha:
{\displaystyle E_{1}/E_{2}=N_{1}/N_{2}=n}

### Dimostrazione
Per giungere a questa relazione, si parte dal presupposto che un trasformatore ideale sia alimentato da un generatore di tensione di tipo sinusoidale, essendo come già detto il trasformatore ideale, non esiste caduta di tensione dovute alle impedenze di dispersione, per cui:
{\displaystyle E_{1}=V_{1}}
intesa come tensione ai capi degli avvolgimenti del primario. Un ragionamento analogo può essere svolto per V2, ottenendo:
{\displaystyle E_{2}=V_{2}}
E1 ed E2 devono rispettare però la legge di Faraday:
{\displaystyle E_{1}=-{\frac {\mathrm {d} \Phi }{\mathrm {d} t}}=-j\omega N_{1}\Phi }
{\displaystyle E_{2}=-{\frac {\mathrm {d} \Phi }{\mathrm {d} t}}=-j\omega N_{2}\Phi }
Essendo il flusso uguale in entrambi gli avvolgimenti, dividendo membro a membro le due equazioni si ottiene la relazione fondamentale:
{\displaystyle E_{1}/E_{2}=N_{1}/N_{2}=n}